# آندره بیلی (بازیکن فوتبال)
آندره بیلی (فرانسوی: André Billy‎; ۱۳ مهٔ ۱۸۷۷ – ۹ اوت ۱۹۱۳) بازیکن و مربی فوتبال اهل فرانسه بود.
وی در سال ۱۹۰۶ تا ۱۹۰۸ سرمربی تیم ملی فوتبال فرانسه بوده است.